# Elchovskij rajon
L'Elchovskij rajon (in russo Елховский район?) è un rajon dell'Oblast' di Samara, nella Russia europea. Istituito nel 1928, il suo capoluogo è Elchovka.